# Kazuo Imanishi
Kazuo Imanishi (今西 和男, Imanishi Kazuo, né le 12 janvier 1941 à Préfecture de Hiroshima au Japon) est un footballeur japonais.